# Уилсон, Боб (баскетболист)
Роберт Уилсон-младший (англ. Robert Wilson Jr.; 8 марта 1926, Кларксберг, Западная Виргиния — 26 августа 2014, Ньюарк, Нью-Джерси) — американский баскетболист, выступавший на позиции центрового.

## Биография
Уильямс родился и вырос в Кларксберге, Западная Виргиния. Во второй половине 1940-х выступал за баскетбольную команду Государственного университета Западной Виргинии. Выставлялся на драфт НБА 1950 года, но не был выбран. Перед сезоном 1951/52 присоединился к «Милуоки Хокс». В лиге дебютировал 3 ноября в матче против «Нью-Йорк Никс», набрав 6 очков. В среднем проводил на паркете более 20 минут, набирая 3,7 очка, 3,3 подбора и 1,7 передач. По окончании сезона покинул команду и завершил карьеру.
С 1955 года работал на различных должностях в YMCA. В 1970 стал генеральным директором YMWCA Ньюарка, став первым афроамериканцем, возглавившим столичную YMCA. В 1989 году был назначен исполнительным вице-президентом Пенсионного фонда YMCA. Уилсон был награждён премией Brotherhood Award Национальной конференции христиан и иудеев и был включен в Зал спортивной славы Уэст Вирджиния Стэйт.

## Статистика

### Статистика в НБА
| Сезон                                                                                    | Команда      | Регулярный сезон | Регулярный сезон | Регулярный сезон | Регулярный сезон | Регулярный сезон | Регулярный сезон | Регулярный сезон | Регулярный сезон | Регулярный сезон | Регулярный сезон | Регулярный сезон | Серия плей-офф | Серия плей-офф | Серия плей-офф | Серия плей-офф | Серия плей-офф | Серия плей-офф | Серия плей-офф | Серия плей-офф | Серия плей-офф | Серия плей-офф | Серия плей-офф |
| Сезон                                                                                    | Команда      | GP               | GS               | MPG              | FG%              | 3P%              | FT%              | RPG              | APG              | SPG              | BPG              | PPG              | GP             | GS             | MPG            | FG%            | 3P%            | FT%            | RPG            | APG            | SPG            | BPG            | PPG            |
| ---------------------------------------------------------------------------------------- | ------------ | ---------------- | ---------------- | ---------------- | ---------------- | ---------------- | ---------------- | ---------------- | ---------------- | ---------------- | ---------------- | ---------------- | -------------- | -------------- | -------------- | -------------- | -------------- | -------------- | -------------- | -------------- | -------------- | -------------- | -------------- |
| 1951/52                                                                                  | Милуоки Хокс | 63               |                  | 20,8             | 29,9             |                  | 57,8             | 3,3              | 1,7              |                  |                  | 3,7              | Не участвовал  | Не участвовал  | Не участвовал  | Не участвовал  | Не участвовал  | Не участвовал  | Не участвовал  | Не участвовал  | Не участвовал  | Не участвовал  | Не участвовал  |
|                                                                                          | Всего        | 63               |                  | 20,8             | 29,9             |                  | 57,8             | 3,3              | 1,7              |                  |                  | 3,7              | Не участвовал  | Не участвовал  | Не участвовал  | Не участвовал  | Не участвовал  | Не участвовал  | Не участвовал  | Не участвовал  | Не участвовал  | Не участвовал  | Не участвовал  |
| Наведите курсор мыши на аббревиатуры в заголовке таблицы, чтобы прочесть их расшифровку. |              |                  |                  |                  |                  |                  |                  |                  |                  |                  |                  |                  |                |                |                |                |                |                |                |                |                |                |                |